# Takydromus stejnegeri
Takydromus stejnegeri (лат.) — вид пресмыкающихся из семейства настоящих ящериц. Назван в честь норвежского герпетолога Леонарда Штейнегера, который в 1881 году переехал в США и в 1889 году стал куратором отдела рептилий в Смитсоновском институте.

## Описание
Тело не сильно удлинённое. Нижнечелюстных щитков три пары. С каждой стороны тела имеется одна паховая пора. Брюшные чешуйки крупные, килеватые, расположены в восемь рядов. Передние надглазничные чешуйки обычно не отделены от надбровных зёрнышками. Боковые чешуи, расположенные над брюшными щитками, увеличены. Окраска оливковая или коричневатая, с боковыми и дорсолатеральными светлыми линиями или без них.

## Распространение и биология
Обитает на Тайване и близлежащем архипелаге Пэнхуледао. Встречается на высоте до 1000 метров над уровнем моря. Живёт на лугах и в скалистых местностях. Может встречаться рядом с человеческими жилищами.
Наиболее активны с апреля по сентябрь. Зимой впадает в гибернацию. Самки откладывают по 2—4 яйца. Международный союз охраны природы отнёс вид к вызывающим наименьшие опасения.